# Cyperus brunnescens
Cyperus brunnescens là một loài thực vật có hoa trong họ Cói. Loài này được Boeckeler mô tả khoa học đầu tiên năm 1890.